# Walrus (Belgische band)
Walrus is een Belgische muziekgroep die Nederlandstalige indiepop, pop, rock en kleinkunst brengt. De band werd opgericht in 2013 door zanger/frontman en songschrijver Geert Noppe, toetsenist bij Yevgueni en Hooverphonic. 

## Geschiedenis
Het eerste album ‘Op de valreep’ werd uitgebracht in 2013; de productie werd verzorgd door Reinhard Vanbergen (Das Pop). De singles ‘Kijk!’ (Over het eerste woordje en de verwondering van Noppes dochtertje) en ‘Wat een mooie ochtend (slaap zacht)’ stonden in hoogste rotatie op VRT Radio 1 en Radio 2. Het album werd voorgesteld in de Ancienne Belgique. Walrus speelde nadien op verschillende festivals, waaronder Dranouter.   
Eind 2015 volgde het tweede album ‘Terug naar het begin’, geproduced door Alex Callier van Hooverphonic. Singles uit dat album ‘Iemand moet de slimste zijn’, ‘Terug naar het begin’ en ‘Brakke Grond’ stonden in de playlists van VRT Radio 1 en Radio 2. Het album wordt voorgesteld in de Ancienne Belgique, in Trefpunt, De Studio en Stoemp. Na dit tweede album volgt een theatertour langs verschillende CC's. 
Ondertussen speelde Walrus op de festival- en clubpodia Rivierenhof, Na Fir Bolg, Festival aan Zee, Dranouter, Gentse Feesten (Korenmarkt, Luisterplein), Kleinkunstfestival Oostende, Rock voor Specials, Fonnefeesten, Genk on stage, Bollekesfeesten, Het Depot, De Handelsbeurs, De Kreun en het Gordelfestival.
In 2017 (18/03/2017) was Walrus centrale gast en curator op het Special Art Festival (Festival rond kwetsbaarheid in concertzaal De Casino) met als gasten onder meer Hooverphonic, Frank Vander linden, Jasper Steverlinck en Rick De Leeuw.

### Nederland
In de loop van 2016 werd “Terug naar het begin” in Nederland uitgebracht. De single Annelien werd opgepikt op NPO Radio 2. De nummers ‘Terug naar het begin’ en ‘Iemand met de slimste zijn’ werden uitgelicht door Frits Spits op NPO Radio 1 en NPO Radio 5. De band was te gast in verschillende radioprogramma’s: onder meer Tros Muziekcafé, De Nieuws BV Radio 1, Roodshow en Volgspot. Het album werd voorgesteld in Paradiso Amsterdam. De band speelde als support van Maaike Ouboter in het Amsterdams Bostheater. 

### Kindervoorstelling
De samenwerking met figurentheater Tieret resulteerde in het collectief Meneer Beer en De Woeste Wolven, kindervoorstellingen met livesongs van en door Walrus. 
Met de eerste voorstelling passeerde de groep tussen 2017 en 2019 langs een honderdtal theaters. In 2020 volgt de tweede voorstelling, ‘De Grote Reis van Meneer Beer’. Van beide voorstellingen is een cd uitgebracht (songs en productie: Walrus). Tijdens de zomermaanden wordt afgestapt van de theateraanpak en speelt Meneer Beer op de festivals. 

## Bezetting
- Geert Noppe (Yevgueni, Hooverphonic): zang, toetsen, gitaar
- Pieter Peirsman (Slow Pilot, Hooverphonic): gitaar en backing vocale
- Maarten Van Mieghem (Yevgueni, Slow Pilot): basgitaar en backing vocals
- Alban Sarens (Sir Yes Sir, De Hoop, Black Mango, Ella Ray): sax en toetsen
- Arnout Hellofs (Hooverphonic): drums
- Seraphine Stragier (SunSunSun String Orchestra, Laïs): cello en harp

## Discografie

### Albums
| Album                                                  | Datum van verschijnen | Aantal nummers | Samenwerking   |
| ------------------------------------------------------ | --------------------- | -------------- | -------------- |
| Op de Valreep                                          | 25/02/2013            | 11             |                |
| Terug naar het begin                                   | 09/11/2015            | 10             |                |
| 10 Woeste Wolven Hits (Meneer Beer & De Woeste Wolven) | 04/03/2019            | 10             | Theater Tieret |

### Singles
| Single                              | Datum van verschijnen | Aantal nummers |
| ----------------------------------- | --------------------- | -------------- |
| Kijk!                               | 06/12/2012            | 1              |
| Wat een mooie ochtend (Slaap Zacht) | 25/02/2013            | 1              |

## Tracklists albums

### Op de Valreep
1. Kijk!
2. Stilte Voor de Storm (in een glas water)
3. Maat van de Vaat
4. Wat een Mooie Ochtend (Slaap Zacht)
5. Op De Valreep
6. Rond
7. Scherp Van De Snee
8. Broek Vol Goesting
9. Honingraat
10. Geduld
11. Stil

### Terug naar het begin
1. Straks Maak Ik Je Wakker
2. Iemand Moet De Slimste Zijn
3. Benjamin
4. Tegenpool
5. Annelien
6. Brakke Grond
7. Terug Naar het Begin
8. Voor Het Stopt
9. Het Vriest Dat Het Kraakt
10. Lege Maan

### 10 Woeste Wolvenhits (Meneer Beer & De Woeste Wolven)
1. De Woeste Wolven
2. Eddy De Vos
3. De Grasparkiet
4. Het Leven In De Stad
5. Staf De Uil
6. De Protjeswals
7. Liedjes In Mijn Hoofd
8. De Veggiewolf
9. Rijmlied
10. Slaapliedje